# Batuhan Karadeniz
Batuhan Karadeniz (Istanbul, 24 aprile 1991) è un ex calciatore turco, di ruolo attaccante.

## Caratteristiche tecniche
Karadeniz è una prima punta fisica, che fa della potenza, del gioco aereo e della coordinazione i suoi punti di forza. È bravo a calciare col piede destro, mentre non è egualmente abile ad usare il sinistro, ma possiede un'ottima elevazione e la capacità di colpire di testa con potenza. Ha uno spiccato "senso del gol", gioca bene d'anticipo e riesce ad esibirsi talvolta in gesti acrobatici quali semirovesciate o girate volanti, ma difetta di rapidità nei movimenti.

## Carriera

### Club
Durante gli anni trascorsi nel settore giovanile del Beşiktaş, Karadeniz segna 226 reti in 86 partite, per poi disputare il suo primo match in prima squadra il 19 agosto 2007, subentrando a Burak Yılmaz ad inizio secondo tempo nella partita vinta in trasferta per 2-1 dalla sua squadra contro il Kasımpaşa. Così facendo, a 16 anni, 3 mesi e 26 giorni, diventa dunque il calciatore più giovane di sempre ad esordire nel campionato turco.
Sei giorni più tardi mette a segno la sua prima rete al 95º minuto della partita contro il Gaziantepspor (vinta proprio per 0-1 dal Beşiktaş grazie al suo gol), diventando dunque anche il più giovane marcatore di sempre del campionato. Il debutto in campo europeo arriva invece il 29 agosto, quando gioca gli ultimi minuti di recupero della partita dei preliminari di Champions League contro lo Zurigo.
Durante la finestra di mercato di gennaio del 2008, il Beşiktaş trova un accordo con il Colonia per cedere il giocatore in prestito fino a fine stagione per permettergli di giocare di più, tuttavia in seguito l'accordo salta a causa delle norme della FIFA e della federazione tedesca che ne vietavano il trasferimento in quanto minorenne, nonostante anche avesse un contratto da professionista con il club turco. Karadeniz quindi termina la stagione con il proprio club, totalizzando sedici presenze fra campionato e coppe.
Dopo aver iniziato anche la stagione 2008-2009 nelle file del Beşiktaş, a gennaio Karadeniz viene mandato in prestito per sei mesi all'Eskişehirspor, dove mette a segno quattro reti nelle prime tre presenze, per poi concludere la stagione totalizzandone otto su quattordici partite, nonostante un infortunio alla spalla sinistra che lo costringere a stare fermo per cinque settimane.
Dall'estate del 2009 rientra al Beşiktaş, dove però è costretto a rimanere fermo per i primi mesi della stagione a causa di un infortunio. Nell'estate 2013 passa al Trabzonspor.

### Nazionale
Karadeniz ha percorso la trafila delle Nazionali giovanili turche Under-15, Under-16 e Under-17 totalizzando quarantuno reti su cinquantasei presenze, per poi esordire a 17 anni compiuti nella Nazionale Under-21 il 9 settembre 2008 contro l'Armenia, nell'ambito delle qualificazioni agli Europei 2009, mettendo a segno anche una doppietta.
L'11 ottobre dello stesso anno esordisce anche in Nazionale maggiore, giocando dal primo minuto in occasione della partita casalinga vinta per 2-1 contro la Bosnia ed Erzegovina, valida per le qualificazioni ai Mondiali 2010.

## Statistiche

### Cronologia presenze e reti in Nazionale
| Cronologia completa delle presenze e delle reti in nazionale ― Turchia | Cronologia completa delle presenze e delle reti in nazionale ― Turchia | Cronologia completa delle presenze e delle reti in nazionale ― Turchia | Cronologia completa delle presenze e delle reti in nazionale ― Turchia | Cronologia completa delle presenze e delle reti in nazionale ― Turchia | Cronologia completa delle presenze e delle reti in nazionale ― Turchia | Cronologia completa delle presenze e delle reti in nazionale ― Turchia | Cronologia completa delle presenze e delle reti in nazionale ― Turchia |
| Data                                                                   | Città                                                                  | In casa                                                                | Risultato                                                              | Ospiti                                                                 | Competizione                                                           | Reti                                                                   | Note                                                                   |
| ---------------------------------------------------------------------- | ---------------------------------------------------------------------- | ---------------------------------------------------------------------- | ---------------------------------------------------------------------- | ---------------------------------------------------------------------- | ---------------------------------------------------------------------- | ---------------------------------------------------------------------- | ---------------------------------------------------------------------- |
| 11-10-2008                                                             | Istanbul                                                               | Turchia                                                                | 2 – 1                                                                  | Bosnia ed Erzegovina                                                   | Qual. Mondiali 2010                                                    | -                                                                      | 38’                                                                    |
| 1-4-2009                                                               | Istanbul                                                               | Turchia                                                                | 1 – 2                                                                  | Spagna                                                                 | Qual. Mondiali 2010                                                    | -                                                                      | 77’                                                                    |
| Totale                                                                 |                                                                        | Presenze                                                               | 2                                                                      |                                                                        | Reti                                                                   | 0                                                                      |                                                                        |